# Cezarjeva šifra
Cezarjeva šifra je ena najbolj znanih in preprostih šifer ter najstarejša starorimska šifra.
Samo šifro je razvil Cicerov osvobojeni suženj Tiron (Marcus Tullius Tiro). Ker jo je veliko uporabljal Julij Cezar za šifriranje svojih sporočil, je znana kot Cezarjeva šifra.
Je t. i. zamenjalna šifra, saj za vsako črko šifrirni ključ določi drugo črko. Šifrirni ključ določa, za koliko mest se premakne tajna abeceda glede na običajno abecedo. Pošiljatelj in prejemnik sporočila morata uporabiti isto število zamenjave.
Šifrirni ključ (premik za 3 mesta):
```
         
abeceda
: A B C D E F G H I J K L M N O P R S T U V Z
   
tajna abeceda
: D E F G H I J K L M N O P R S T U V Z A B C
```

Običajni postopek je potekal tako, da je šifrant napisal izvirno sporočilo, nato črko za črko odprtega besedila spremenil v tajno abecedo in tako dobil šifrirano sporočilo, ki ga je nato poslal naprej. Prejemnik sporočila je nato ubral nasprotno pot. Šifrirano besedilo, ki ga je prejel, je nato dekodiral črko za črko s pomočjo šifrirnega ključa in na koncu je dobil izvirno sporočilo.